# Teateråret 1912

## Händelser

### Okänt datum
- Lilian Baylis blir ensam chef på teatern Old Vic i London.[1]

## Årets uppsättningar

### Mars
- 7 mars – Hjalmar Söderbergs pjäs Aftonstjärnan hade urpremiär på Intima teatern i Stockholm.[2][3]

### Maj
- 13 maj - Helena Nyholms pjäs I sista stund har urpremiär på Intima teatern i Stockholm [4].

### Juni
- 4 juni - August Strindbergs pjäs Gustaf Adolf har Sverigepremiär på Djurgårdscirkus i Stockholm [5].

### November
- 9 november - Zacharias Topelius pjäs Snurran har urpremiär på Skansen i Stockholm [6].

### Okänt datum
- Jóhann Sigurjónssons pjäs Berg-Ejvind och hans hustru (Bjærg-Ejvind og hans Hustru) från 1911 har svensk premiär i Göteborg.

## Födda
- 11 juli – Aino Taube, svensk skådespelare.

## Avlidna
- 14 maj – August Strindberg, 63, svensk författare, dramatiker och bildkonstnär.